# Speak Low (バー)
Speak Low（スピーク ロウ、中国語表記：彼楼）は、中国の上海・黄浦区にあるバー。バーテンダーの後閑信吾が率いるSG Groupの一号店であり、同じく上海の「Sober Company」「The Odd Couple」、東京・渋谷の「The SG Club」「ゑすじ郎/ SG Low」「swrl.」「El Lequio」「æ “ash”」がこれに続いた。2017年のAsia's 50 Best Bars 2位、同年のThe World's 50 Best Bars 10位にランクインしている。

## 概要
店名はジャズのスタンダードナンバーに由来する。後閑が2012年のバカルディ・レガシー・カクテルコンペティションで優勝を決めたカクテルと同名である。
コンセプトは、禁酒法時代のニューヨークをイメージしたスピークイージー（もぐり酒場）スタイルのバー。
フロアごとにスタイルやドリンクのメニューが異なる。

### 1F
グランドフロアはバーツールショップ“OCHO”になっている。
店内の隠し扉の向こうに、バーへと繋がる階段がある。

### 2F
気軽に飲める“カジュアルスタイルバー”。
ハイボリュームで音楽がかかるフロアは、イーストヴィレッジやブルックリンを思わせる。
スタンディングでの利用も可能。

### 3F
ゆったり飲める“クラシックスタイルバー”。
洗練された空間は、ロンドンの雰囲気に近いとされる。
トップフロアの“シークレットバー”へ抜けられる。

## 沿革

### 2014年6月
店舗オープン。

### 2014年12月
上海でBest cocktail bar、Best new barの2部門を受賞。

### 2015年4月
全中国でBest cocktail bar、Best new barの2部門を受賞。
また、バーマネージャーのFaye Chenが「バカルディ・レガシー・カクテルコンペティション2015」にてベスト8となる。

### 2015年7月
「Tales of the Cocktail」にて、後閑が世界のベストバーテンダー10人に選出される。

### 2016年4月
ウィリアム・リード・ビジネス・メディアが主催する「Asia's 50 Best Bars 2016」にて2位を受賞。

### 2016年10月
ウィリアム・リード・ビジネス・メディアが主催する「The World's 50 Best Bars 2016」にて15位を受賞。

### 2017年2月
上海市内に姉妹店「Sober Company」がオープン。

### 2017年6月
「Asia's 50 Best Bars 2017」にて再度2位を受賞。

### 2017年7月
世界のバー業界のアカデミー賞といわれる「Tales of the Cocktail: The Spirited Awards」にて、後閑が「International Bartender of the Year」を受賞。
同月、「ザ・シーバス マスターズ 2017」にて、SG Groupのグループマネージャー・鈴木敦が世界チャンピオンとなる。

### 2017年10月
「The World's 50 Best Bars 2017」にて10位に選出される。

### 2018年5月
「Asia's 50 Best Bars 2018」で、「Heering Legend of the List」を受賞。

### 2018年6月
東京・渋谷に姉妹店「The SG Club」がオープン。

### 2018年11月
上海市内に姉妹店「The Odd Couple」がオープン。

### 2019年5月
「Asia's 50 Best Bars 2019」で、後閑が「ALTOS BARTENDERS' BARTENDER」を受賞。

### 2019年7月
バー業界に最も影響を与える人物100名を選出する「Bar World 100」で、後閑が14人目に挙げられる。

### 2020年5月
「Asia's 50 Best Bars 2020」に5年連続ランクインし、「The SG Club」「Sober Company」「The Odd Couple」も受賞。アジアのTop 50にグループ4店舗が同時入賞するのは史上初である。
同月、東京・渋谷に「The Bellwood」がオープン。

### 2021年5月
「Asia's 50 Best Bars 2021」にて32位を受賞。同グループでは「The SG Club」「Sober Company」「The Bellwood」もランクイン。

### 2022年5月
「Asia's 50 Best Bars」に7年連続ランクインし、「The SG Club」「Sober Company」「The Bellwood」も同時入賞。